# Usman (Stadt)
Usman (russisch Усмань) ist eine Stadt in der Oblast Lipezk (Russland) mit 18.685 Einwohnern (Stand 14. Oktober 2010).

## Geografie
Die Stadt liegt in der Oka-Don-Ebene etwa 75 km südlich der Oblasthauptstadt Lipezk am gleichnamigen Fluss Usman im System des Don.
Usman ist Verwaltungszentrum des gleichnamigen Rajons.

## Geschichte
Usman wurde 1645 von Wojwoden Stepan Weljaminow als Ostrog im Verlauf der Belgoroder Linie entlang der damaligen Südgrenze des Russischen Reiches gegründet und nach dem Fluss benannt.
1652 wurde der Ostrog von krimtatarischen Truppen zerstört, danach aber wieder aufgebaut.
1779 erhielt der Ort das Stadtrecht als Verwaltungszentrum eines Kreises (Ujesds).
Um die Wende zum 20. Jahrhundert war die Stadt ein bedeutendes Zentrum des Getreidehandels.
In der Stadt bestand das Kriegsgefangenenlager 95 für deutsche Kriegsgefangene des Zweiten Weltkriegs.

### Bevölkerungsentwicklung
| Jahr | Einwohner |
| ---- | --------- |
| 1897 | 9.986     |
| 1926 | 13.456    |
| 1939 | 11.386    |
| 1959 | 11.885    |
| 1970 | 20.150    |
| 1979 | 20.118    |
| 1989 | 20.878    |
| 2002 | 20.133    |
| 2010 | 18.685    |

Anmerkung: Volkszählungsdaten

## Kultur und Sehenswürdigkeiten
Die Stadt besitzt ein Heimatmuseum.

## Wirtschaft und Infrastruktur
In Usman gibt es eine Maschinenfabrik (Gießereiausrüstungen), eine Tabakfabrik, eine Möbelfabrik und Betriebe der Lebensmittelindustrie auf Grundlage des umliegenden Landwirtschaftsgebietes mit Weizenanbau und Rinderhaltung.
Die Stadt liegt an der auf diesem Abschnitt 1868 eröffneten Eisenbahnstrecke Moskau–Woronesch (Streckenkilometer 522 ab Moskau).

## Persönlichkeiten
- Pjotr Nikolski (1858–1940), Dermatologe, geboren in Usman
- Nikolai Bassow (1922–2001), Physiker und Nobelpreisträger, geboren in Usman
- Nikolai Tschernych (1931–2004), Astronom, geboren in Usman